# Archibald Campbell, 1:e hertig av Argyll

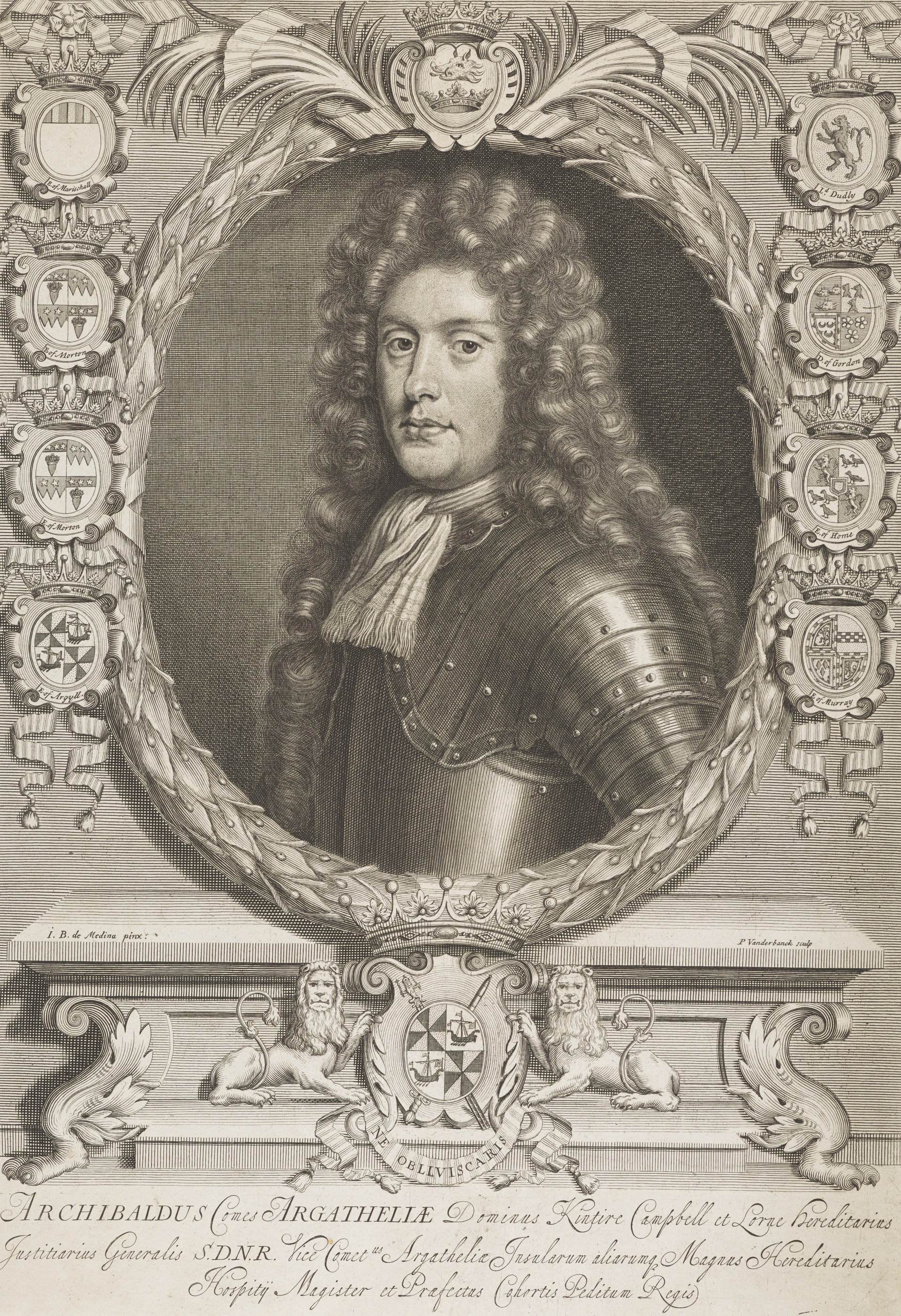
Archibald Campbell, 1:e hertig av Argyll

Archibald Campbell, 1:e hertig av Argyll, född den 25 juli 1658 i Edinburgh, död den 25 september 1703 på Cherton House nära Newcastle, var en skotsk adelsman, son till Archibald Campbell, 9:e earl av Argyll.
Argyll slöt sig till Vilhelm av Oranien, sedan han först genom övergång till katolicismen förgäves sökt av Jakob II återfå faderns konfiskerade gods. Vilhelm belönade hans förtjänster om högländernas underkastelse med godsens återställande (1689) och hertigtitel (1701). Campbell har vunnit en sorglig ryktbarhet som en av upphovsmännen till den grymma "massakern vid Glencoe", varvid klanen Macdonald 1692 nästan utrotades.